# Saron-sur-Aube
Saron-sur-Aube è un comune francese di 299 abitanti situato nel dipartimento della Marna nella regione del Grand Est.

## Società

### Evoluzione demografica
Abitanti censiti